# Tamopsis piankai
Espèce
Tamopsis piankai est une espèce d'araignées aranéomorphes de la famille des Hersiliidae.

## Distribution
Cette espèce est endémique du centre du Sud de l'Australie-Occidentale,.

## Description
La femelle mesure 5,45 mm.

## Étymologie
Cette espèce est nommée en l'honneur d'Eric Rodger Pianka.

## Publication originale
- Baehr & Baehr, 1993 : New species and new records of Hersiliidae from Australia, with an updated key to all Australian species (Arachnida: Araneae: Hersiliidae): Fourth supplement to the revision of the Australian Hersiliidae. Records of the Western Australian Museum, vol. 16, no 3, p. 347-391 (texte intégral).